# Крам, Джордж
Джордж Крам (англ. George Crumb; 24 октября 1929, Чарлстон, Западная Виргиния — 6 февраля 2022, Медиа, Пенсильвания) — американский композитор, приверженец «технического расширения» возможностей музыки, графического оформления партитур, инструментального театра.

## Биография
Учился в музыкальном колледже Чарльстона (закончил его в 1950), затем — в Университете Иллинойса и в Мичиганском университете, который закончил в 1959. Много лет преподавал музыку — в колледже в Виргинии, в Университете Колорадо, в Пенсильванском университете, где среди его учеников были Дженнифер Хигдон и Освальдо Голихов. Отошёл от преподавания в 1992.
Его сын Дейвид Крам (1962) — композитор, дочь Энн Крам — бродвейская актриса и певица (сопрано).

## Творчество
В начале пути испытал сильное влияние А. Веберна, позднее — Бартока и Дебюсси. Музыка Крама тяготеет к сценическим формам представления — но не к сложившимся, «отвердевшим» жанрам театрального спектакля, а к превращению самого процесса создания и извлечения музыки в своеобразное зрелище. Особенно много работал над вокальными сочинениями. Его произведения исполняли Д. Де Гаэтани, Кронос-квартет.

## Произведения

### Оркестровые
- Гефсимания (Gethsemane; 1947), для малого оркестра
- Диптих (Diptych; 1955)
- Вариации (Variazioni, 1959), для большого оркестра
- Отголоски времени и реки (Echoes of Time and the River; Echoes II; 1967)
- Призрачный пейзаж (A haunted landscape; 1984)

### Для голоса, хора и оркестра
- Star-Child (1977), for soprano, antiphonal children’s voices, male speaking choir, bell ringers, and large orchestra

### Камерно-инструментальные
- 2 дуэта для флейты и кларнета (1944)
- 4 пьесы для скрипки и фортепиано (1945)
- Соната для скрипки (1949)
- Струнное трио (1952)
- 3 пасторальные пьесы для гобоя и фортепиано (1952)
- Соната для альта (1953)
- Струнный квартет (1954)
- Соната для виолончели соло (1955)
- 4 ноктюрна (Ночная музыка II) для скрипки и фортепиано (1964)
- 11 отголосков осени (Eleven echoes of autumn; Echoes I; 1966), для скрипки, альтовой флейты, кларнета и фортепиано
- Черные ангела (1970), для электрифицрованного струнного квартета
- Голос кита (Vox balaenae, 1971), для электрифицированных флейты и виолончели и для приготовленного фортепиано
- Музыка летним вечером (Music for a Summer Evening; Makrokosmos III; 1974), для двух приготовленных фортепиано и ударных
- Dream sequence (Images II; 1976), для скрипки, виолончели, фортепиано, ударных и стеклянной гармоники
- Струнное трио (1982)
- Пасторальная волынка (Pastoral drone; 1982), для органа
- Идиллия для незаконнорождённого (An idyll for the misbegotten; Images III; 1986), для приготовленной флейты и ударных
- Пасхальный рассвет (Easter dawning, 1991), для карильона
- Квест (Quest; 1994), для гитары, сопрано-саксофона, арфы, контрабаса и ударных
- Мир собаки (Mundus canis; 1998), для гитары и ударных

### Фортепианные
- Соната (1945)
- Прелюдия и токката (1951)
- 5 пьес (1962)
- Макрокосмос, том 1 (1972), для приготовленного фортепиано
- Макрокосмос, том 2 (1973), для приготовленного фортепиано
- Небесная механика (Celestial mechanics; Макрокосмос, том 4; 1979), для приготовленного фортепиано в 4 руки
- Маленькая сюита к Рождеству 1979 (A little suite for Christmas, A.D. 1979; 1980)
- Гномические вариации (Gnomic variations; 1981)
- Процессионал (Processional; 1983)
- Дух времени (Zeitgeist; 1988), для 2 приготовленных фортепиано
- Маленькая полуночная музыка (Eine kleine Mitternachtmusik; 2002)
- Потусторонние отклики (Otherworldly resonances; 2003), для 2 фортепиано

### Вокальные
- 4 песни (1945), для голоса, кларнета и фортепиано
- 7 песен (1946), для голоса и фортепиано
- 3 старинные песни (1947), для голоса и фортепиано
- Цикл на греческие стихи (A cycle of Greek lyrics, 1950), для голоса и фортепиано
- Ночная музыка № 1 (Night Music I, 1963), для сопрано, фортепиано, челесты и ударных
- Мадригалы. Книга I (1965), для сопрано, вибрафона и контрабаса
- Мадригалы. Книга II (1965), для сопрано, флейты и ударных
- Песни, бурдоны и куплеты Смерти (Songs, drones, and refrains of Death, 1968), для баритона, электрогитары, электрифицированного контрабаса, приготовленного фортепиано, электрифицированного клавесина и двух ударников
- Ночь четырех лун (Night of the four Moons, 1969), для контральто, флейты, банджо, электрифицированной виолончели и ударных
- Мадригалы. Книга III (1969), для сопрано, арфы и ударных
- Мадригалы. Книга IV (1969), для сопрано, флейты, арфы, контрабаса и ударных
- Древние голоса детей (Ancient voices of children, 1970), для меццо-сопрано, дисканта, гобоя, мандолины, арфы, приготовленного и игрушечного фортепиано, ударных
- Свет вечный (Lux aeterna, 1971), для сопрано, басовой флейты, сопрановой блокфлейты, ситара и ударных
- Видение (Apparition, 1979), для сопрано и приготовленного фортепиано
- Спящий (The sleeper, 1984), для сопрано и фортепиано
- Песенки Лорки для детей (Federico’s little songs for children, 1986), для сопрано, флейты и арфы
- Американский песенник № 1: Река жизни (The river of life, 2003), для сопрано, ударных и фортепиано
- Американский песенник № 2: Путешествие во времени (A journey beyond time, 2003), для сопрано, ударных и фортепиано
- Американский песенник № 3: На холмы (Unto the hills, 2001), для сопрано, ударных и фортепиано
- Американский песенник № 4: Ветры судьбы (Winds of destiny, 2004), для сопрано, ударных и фортепиано
- Yesteryear. Вокализ для меццо-сопрано, приготовленного фортепиано и ударных (2005)
- Американский песенник № 5: Голоса забытого мира (Voices from a forgotten world, 2007), для сопрано, баритона, ударных и фортепиано
- Американский песенник № 6: Голоса на заре Земли (Voices from the morning of the Earth, 2008), для сопрано, баритона, ударных и фортепиано
- Испанский песенник № 1: Призраки Альгамбры (The ghosts of Alhambra, 2008), для баритона, гитары и ударных
- Испанский песенник № 2: Солнце и тень (Sun and shadow, 2009), для женского голоса и приготовленного фортепиано
- Американский песенник № 7: Voices from the Heartland (2010), для сопрано, баритона, ударных и фортепиано
- Испанский песенник № 3: Желтая луна Андалусии (The Yellow Moon of Andalusia, 2012), для меццо-сопрано и приготовленного фортепиано

### Хоровые
- Аллилуйя (1948), для хора без сопровождения

## Признание
Лауреат Пулитцеровской премии (1968), Премии Грэмми (2001) и др.